# Щерьо Михайлов
Щерьо Михайлов Цигудевски или Цигудески, наричан Влаха, Спиро, Рилеца или Македонеца, е български революционер, опълченец-поборник, деец на българското националноосвободително движение в Македония.

## Биография
Щерьо Михайлов е роден в 1856 година в село Кърчища, Дебърско, или в град Дебър, тогава в Османската империя. След спречкване със сина на местния бей в 1873 година той заминава за Белград, където баща му работи като дюлгерин, и започва да му помага в работата.
Установява се в село Рила. Той е един от организаторите на подготвяното въстание в Разлога през 1876 година.
Михайлов е доброволец в избухналата по-късно през същата година Сръбско-турска война. С четата на Ильо войвода участва в боевете при село Салаш, Княжевац, и при манастира „Св. Архангел“, където е леко ранен. На 3 април 1877 година се отправя от Кладово за Русия, но се установява в Букурещ.
На 1 май 1877 година влиза като доброволец в IV дружина на IV рота на Българското опълчение и се сражава в Руско-турската война (1877-1878). На 29 юни същата година е произведен във военно звание унтерофицер. Награден е със Знака за отличие на Военния орден „Св. Георги“ 4 степен за участие в боевете на Шипка“. Михайлов е един от петимата знаменосци на Самарското знаме и е награден с Георгиевски кръст.
От юли 1878 година живее в село Рила. След Берлинския договор, който оставя Македония в Османската империя, Михайлов участва в Кресненско-Разложкото въстание и е войвода на сборната чета в село Долно Драглища, като се проявява в сраженията. Въстаникът Илия Грънчаров пише:
| „ | За пет минути храбрий опълченец от Горна Македония - Щерю се вмъкнал в Баня с неколко момчета и с помощта на банския селянин Илия Калайджията влезъл (Щерю сега живее в с. Рила). С това влизане Щерю очуди не само опламените башибозуци, но и самите Болгаре. | “ |

В 1885 година е доброволец в Сръбско-българската война, в редовете на Бобошевската опълченска дружина. Получава орден „За храброст“.
От 1894 година служи като старши пеши пограничен стражар и подпомага четите на Вътрешната македоно-одринска революционна организация.
Деец е на Македоно-одринската организация. През април 1901 година е делегат на Осмия македоно-одрински конгрес от Рилското македоно-одринско дружество.
Участва в Илинденско-Преображенското въстание (1903) в четата на Яне Сандански; включва се и в похода ѝ до Цариград през 1909 година в помощ на младотурците.
За своите заслуги е награден със сръбски, руски и български отличия.
Умира на 27 декември 1911 година в Рила.
- Със съпругата си
- Щерьо Михайлов
- Паметна плоча в Долно Драглище